# Улижка
Улижка — річка  в Україні, у Тиврівському  районі Вінницької області, права притока  Краснянки (басейн Південного Бугу ).

## Опис
Довжина річки 21 км, похил річки — 3,0 м/км. Формується з багатьох безіменних струмків та водойм.  Площа басейну 170 км².

## Розташування
Бере  початок на південному сході від Бушинки. Тече перневажно на північний схід через Сліди і у селі Рогізна впадає у річку Краснянку, праву притоку Південного Бугу.
Населені пункти вздовж  берегової смуги: Велика Вулига, Мала Вулига.
Річку перетинає автомобільна дорога Т 0212